# Postplatyptilia sandraella
Postplatyptilia sandraella là một loài bướm đêm thuộc họ Pterophoridae. Nó được tìm thấy ở Bolivia và Paraguay.
Sải cánh dài 12–14 mm. Con trưởng thành bay vào tháng 1.